# Guadalcanal
Guadalcanal (nume nativ: Isatabu) este o insulă tropicală cu suprafața de 6500 km2 din sud-vestul oceanului Pacific.
Este cea mai mare din Insulele Solomon și este cel mai mult renumită pentru Campania de la Guadalcanal dusă de americani contra imperiului japonez între 7 august 1942 și 9 februarie 1943 în timpul celui de-al doilea război mondial.
Populația în 1999 era de aproximativ 110 mii locuitori.